# Meharia semilactea
Meharia semilactea is een vlinder uit de familie van de Houtboorders (Cossidae). De wetenschappelijke naam van de soort is voor het eerst gepubliceerd in 1905 door William Warren en Charles Rothschild.
De soort komt voor in Marokko, Algerije, Westelijke Sahara, Mauritanië, Egypte (Sinaï), Soedan, Somalië, Tanzania, Israel, Jordanië, Saoedi-Arabië, Verenigde Arabische Emiraten, Oman en Jemen.